# كيفن ساذرلاند
كيفن ساذرلاند (بالإنجليزية: Kevin Sutherland)‏ هو لاعب غولف أمريكي، ولد في 4 يوليو 1964 في ساكرامنتو في الولايات المتحدة.

## وصلات خارجية
- كيفن ساذرلاند على موقع رابطة لاعبي الغولف المحترفين (الإنجليزية)
- كيفن ساذرلاند على موقع التصنيف العالمي الرسمي للغولف (الإنجليزية)